# Madagaskar op de Paralympische Zomerspelen 2000
Tijdens de Paralympische Zomerspelen van 2000 die in Sydney werden gehouden nam Madagaskar voor de 1e maal deel.

## Deelnemers

### Atletiek
| Paralympiër | Onderdeel    | Resultaat | Prestatie         |
| ----------- | ------------ | --------- | ----------------- |
| Aina Onja   | 100m T11 (m) | serie     | serie: 13.98 (3e) |